# Харингтон, Томас (рыцарь)
Томас Харингтон (англ. Thomas Harrington; погиб 30 декабря 1460 года при Уэйкфилде, Йоркшир, Королевство Англия) — английский рыцарь, влиятельный землевладелец из северных графств, сын сэра Уильяма Харингтона. Участвовал в Войнах Алой и Белой розы на стороне Йорков, погиб в битве при Уэйкфилде.

## Биография
Томас Харингтон принадлежал к младшей ветви старинного рыцарского рода, представители которой владели рядом поместий в Ланкашире, Уэстморленде и Йоркшире. Он родился в семье сэра Уильяма Харингтона и Маргарет Невилл. Примерно в 1420 году Томас женился на Элизабет Дакр, дочери 6-го барона Дакра, и таким образом приобрёл замки Дакр Хейшем и Татем, а после смерти отца в 1440 году унаследовал все семейные владения.
В 1430 году Харингтон сопровождал Генриха VI в Париж на коронацию как короля Франции. В 1436 году Томас воевал в Пикардии, в 1442 — в Гаскони, в 1445 году сопровождал в Англию Маргариту Анжуйскую, невесту короля. Состоял в свите Томаса Стэнли, 1-го барона Стэнли. В 1447 году Харингтон заседал в парламенте как рыцарь графства Ланкашир. В 1449 году он был посвящён в рыцари-бакалавры. В составе свиты Генри Перси, 2-го графа Нортумберленда, сэр Томас воевал с шотландцами на северной границе. В битве при Сарке он вместе с лордом Пойнингсом (впоследствии 3-м графом Нортумберлендом) увяз в болоте и попал в плен. В следующем году, получив свободу, Харингтон привёл на юг войска из Ланкашира и принял участие в подавлении восстания Джека Кэда. В 1451 году он снова заседал в парламенте. В награду за службу сэр Томас получил ряд почётных и выгодных должностей в герцогстве Ланкастерском, которые прежде занимал его отец.
Исследовательница Розмари Хоррокс предположила, что из-за своей деятельности в герцогстве Ланкастерском Харингтон постепенно оказался в орбите влияния Невиллов — соперников Перси в борьбе за контроль над севером Англии. К 1446 году он был заместителем управляющего замком Амундернесс (управляющим был Ричард Невилл, 5-й граф Солсбери), а когда между сыновьями Солсбери, Томасом и Джоном, и сыновьями графа Нортумберленда началась полноценная война, Харингтон встал на сторону Невиллов. Это привело его в лагерь Йорков в Войнах Алой и Белой розы. В 1455 году Томас участвовал вместе с графом Солсбери в первой битве при Сент-Олбансе, в 1459 — сражался при Блор-Хиф. В этом сражении победили йоркисты, но на следующий день Харингтон с сыном Джеймсом и двое Невиллов, Томас и Джон, всё же попали в плен к сторонникам Ланкастеров. Как это произошло, неясно: по разным версиям, они либо увлеклись преследованием противника, либо уже возвращались домой. Пленников долго держали в заключении в Честерском замке. Харингтоны получили формальное королевское прощение в марте 1460 года.
В конце 1460 года вместе с графом и своим старшим сыном Джоном Харингтон отправился на север, чтобы подавить очередное восстание. В битве при Уэйкфилде йоркисты были разгромлены. Оба Харингтона погибли в бою.

## Семья
Томас Харингтон был женат на Элизабет Дакр, дочери Томаса Дакра, 6-го барона Дакра, и Филиппы Невилл. В этом браке родились:
- Джон (примерно 1424—1460);
- Джеймс (примерно 1430—1485);
- Маргарет, жена Томаса Курзона;
- Джейн, жена Джона Сэвилла;
- Роберт (примерно 1444—1487).